# Cruz Naval
A Cruz Naval é uma condecoração concedida aos militares da Marinha do Brasil por atos de bravura ou ação além do dever.

## Descrição
A medalha é em bronze; possuindo no anverso um disco com a figura de uma âncora ao centro, circundada pela frase MARINHA (em cima) DO BRASIL (em baixo). No reverso, em baixo relevo, a representação de três contratorpedeiros, circundados por vinte e um estrelas (da Flâmula de Comando Naval). A fita é na cor vermelha com uma faixa central dourada, com frizos brancos nas bordas.